# ラ・エンカルナシオン王立修道院

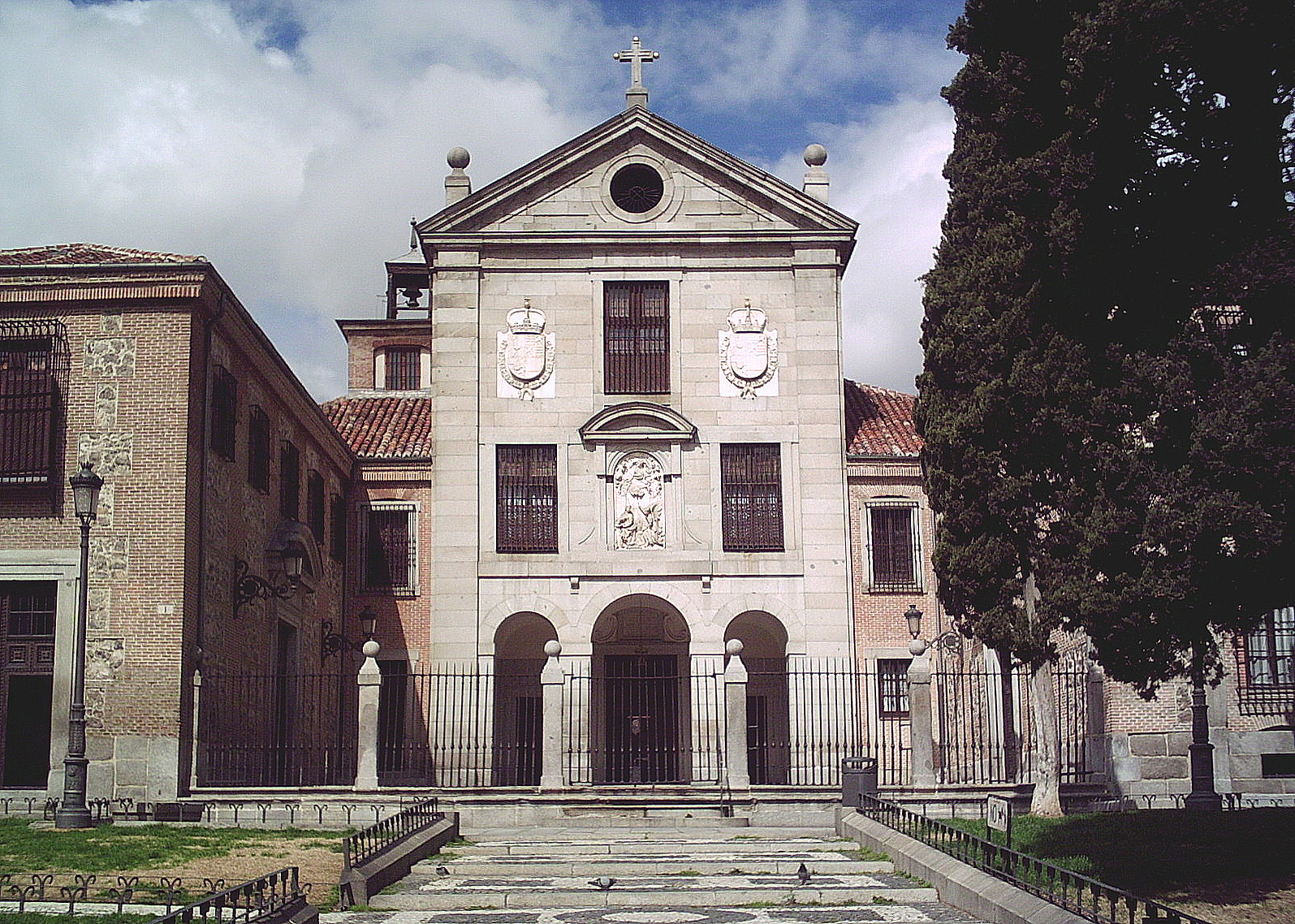
修道院ファサード

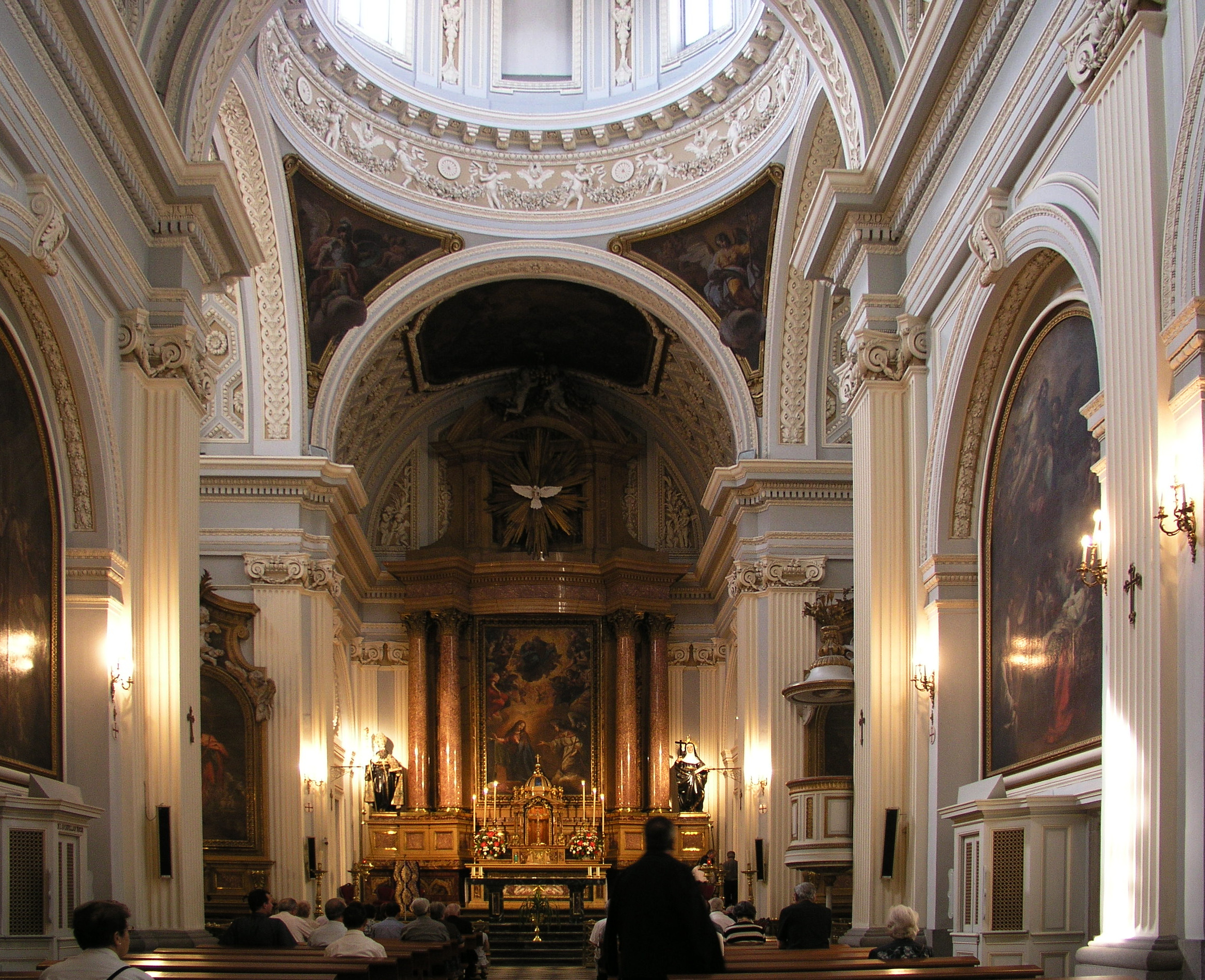
内部

ラ・エンカルナシオン王立修道院 （スペイン語:Real Monasterio de la Encarnación）は、スペイン、マドリードにある聖アウグスチノ修道会の女子修道院。修道院の創設者が王妃マルガリータであったこと、主として王侯貴族の女性を迎え入れていたことから、富に恵まれていた。俗世の情勢とはかかわり合わぬよう厳しく誓願をたてさせる修道会でありながら、建物はパトリモニオ・ナショナル（en、国家遺産の管理を行う政府外局）の管理下に置かれ、一般公開されている。

## 歴史
フェリペ3世によるモリスコ追放を祝して修道院を創設した王妃マルガリータは、修道院の重要な支援者だった。そのため、修道女たちをまちの人々はラス・マルガリータス（las Margaritas）と呼んだ。王妃はバリャドリッドの跣足アグスティン会と関係があり、そこから修道院長としてマリアナ・デ・サン・ホセおよび修道女3名をつれてきた。修道女たちは新しい建物ができるまで、マドリード市内にある同会派のサンタ・イサベル修道院で暮らした。ラ・エンカルナシオン修道院は、最初の入門者として、ミランダ伯爵の娘で国王夫妻の名づけ子であるアルドンサ・デ・スニガを迎えた。入門を祝うため、修道院長に対して、聖餐用の金と宝石で縁取られた大きなガラス細工が寄進された。
修道院はポサス侯爵邸の敷地内に建てられていたが、王宮に近接しているために王が買い取った。また、王族が王宮から修道院へ直接行けるように通路を建設した。修道院は、王妃マルガリータ没後である1616年、エリザベト訪問の日にあたる7月2日に発足した。
建物の設計を行ったのは修道士でもあったアルベルド・デ・ラ・マドレ・デ・デウスである。ファサードはフアン・デ・エレーラの様式を呼び覚ますかのようである。修道院は現在一部が美術館となっており、豊富な芸術作品、聖ヤヌアリウスの血、聖パンテレイモンの血といった聖遺物を収蔵する。
カルロス4世時代の宰相マヌエル・デ・ゴドイは、近所にある自邸フロリダブランカ宮殿から徒歩で毎朝ラ・エンカルナシオン修道院へ向かい、ミサに出席していた。ジョゼフ・ボナパルトがスペイン王としてマドリードへ入城した際、ラ・エンカルナシオン修道院の門扉にネコの死骸が吊るされ、『もしお前がマドリードを去らないなら、このネコのようにしてやる』（Si no lías pronto el hato,/ te verás como este gato.）と書かれた文が付けられていた。
修道院の一般公開が始まったのは1965年である。
教会内装は18世紀、ベントゥラ・ロドリゲスによって再び装飾しなおされた。主礼拝堂の天井フレスコ画は、フランシスコ・バイエウによるものである。